# Barrierefreiheit

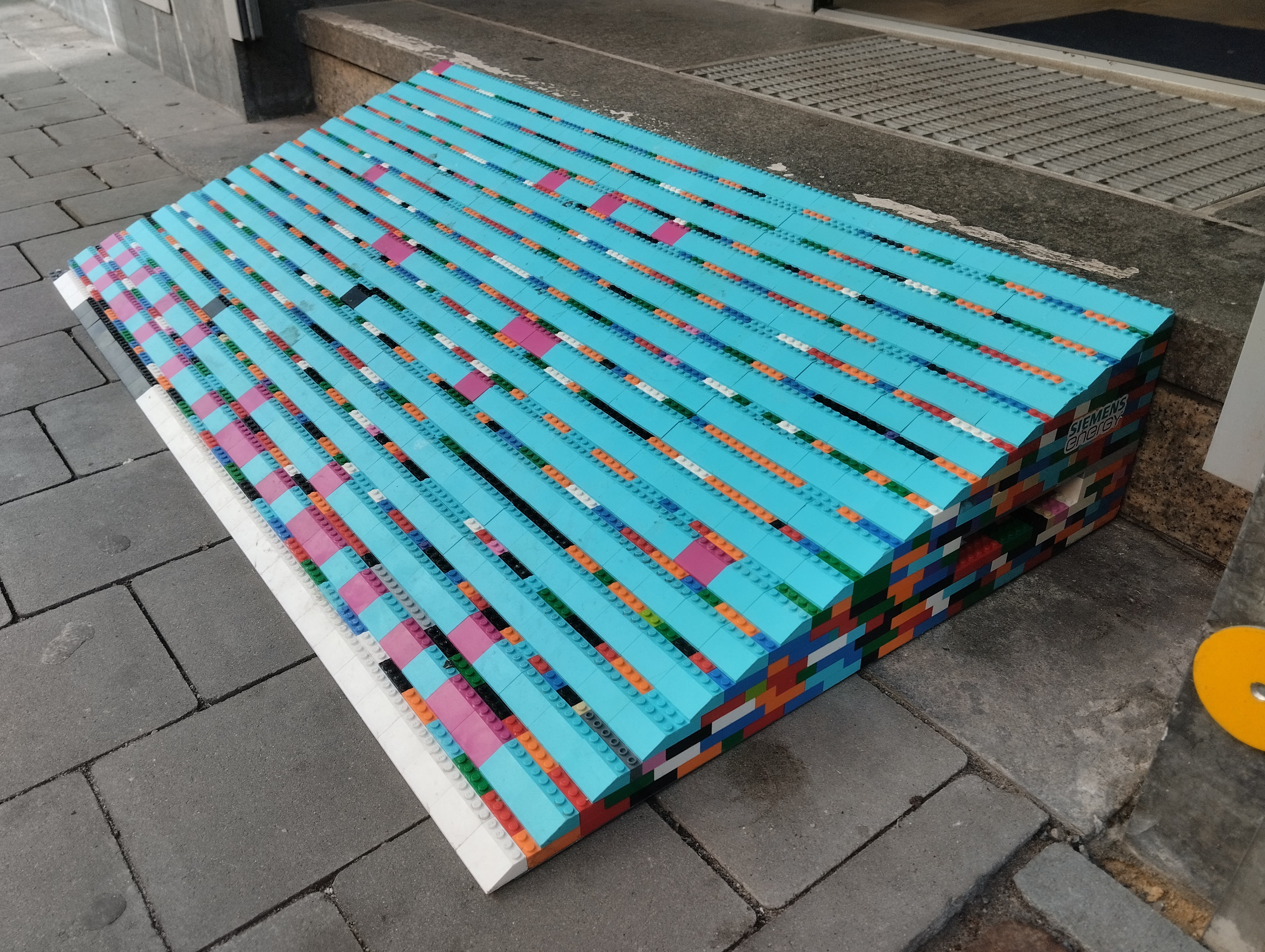
Geminderte Barriere mit einfachen Mitteln: Rollstuhlrampe aus Lego am Eingang der Nürnberger Beratungsstelle „Klara“

Barrierefreiheit bezeichnet die Gestaltung der Umwelt, die es allen Menschen ermöglicht, ohne Hindernisse mit ihrer Umgebung zu interagieren. Insbesondere Menschen mit Behinderung können so bauliche und sonstige Anlagen, Verkehrsmittel, technische Gebrauchsgegenstände, Systeme der Informationsverarbeitung, akustische und visuelle Informationsquellen, Kommunikationseinrichtungen sowie andere gestaltete Lebensbereiche ohne besondere Schwierigkeiten und ohne fremde Hilfe nutzen.

## Begriff
Im außerdeutschen Sprachgebrauch wird der Zustand einer Barrierefreiheit als leichte, einfache Zugänglichkeit (englisch accessibility, spanisch accesibilidad, französisch accessibilité) bezeichnet. Der im deutschen Sprachraum in diesem Zusammenhang kursierende Begriff behindertengerecht wird zunehmend ungebräuchlich, da mit dieser Benennung keine umfassende Zugänglichkeit und Benutzbarkeit für alle Menschen bezeichnet werden kann. Im moderneren, weiteren Sinn zielt das Prinzip der Barrierefreiheit darauf, allen Menschen einen adäquaten Zugang zu ermöglichen, auch solchen, deren Möglichkeiten und Fähigkeiten sich nicht in einem als „normal“ begriffenen Rahmen bewegen. Das schließt körperliche und geistige Einschränkungen aller Art ein, d. h. nicht nur „Behinderungen“ im traditionellen Sinne, sondern auch Auswirkungen von Jugend und Alter, von Bildungsstand und Kenntnissen, bis hin zu ökonomischen und sozialen Möglichkeiten des Zugangs zu technischen Hilfsmitteln, die eine speziellere barrierefrei Gestaltung an sich unnötig machen würden. Diese weitergehende Sichtweise unterscheidet nicht mehr primär zwischen einzelnen Personengruppen; vielmehr sollen die Bedürfnisse aller Menschen berücksichtigt werden. Dieses Verständnis der Barrierefreiheit wird daher auch „Design für Alle“ oder „universelles Design“ genannt.
Die Erweiterung um den kulturellen Aspekt beschreiben die Maßnahmen des Konzepts der Interkultur, mit denen kulturelle Barrierefreiheit geschaffen wird und somit Institutionen für den Umgang mit Individuen einer Gesellschaft der Vielfalt und Vielheit befähigt werden.

### Grundsätze in gesetzlichen Regelungen und Richtlinien
Die UN-Konvention über die Rechte von Menschen mit Behinderungen (UN-Behindertenrechtskonvention) der Vereinten Nationen von 2006 regelt detaillierter als die bislang bestehenden Menschenrechtskonventionen, welche Rechte der Staat Menschen mit Behinderungen gewährleisten muss. Die Behindertenrechtskonvention betrifft nur die Gleichstellung der Menschen mit Behinderungen, nicht alle Menschen, kennt aber auch Regelungen, die die Nutzbarkeit von Gegenständen, Einrichtungen, Produkten für Alle betreffen. Sie macht damit deutlich, dass Barrierefreiheit unteilbar ist. Österreich und Deutschland – nicht aber die Schweiz – haben diese Konvention ratifiziert. Der UN-Fachausschuss für die Rechte von Menschen mit Behinderungen hat in seinen Abschließenden Bemerkungen zur Staatenprüfung Deutschlands vom 13. Mai 2015 unter anderem empfohlen, gezielte, wirksame Maßnahmen einzuführen, um die Barrierefreiheit für Menschen mit Behinderungen in allen Sektoren und Lebensbereichen, einschließlich des Privatbereichs, auszubauen.

#### Deutschland
Das deutsche Behindertengleichstellungsgesetz (BGG) definiert die Barrierefreiheit in § 4:
„Barrierefrei sind bauliche und sonstige Anlagen, Verkehrsmittel, technische Gebrauchsgegenstände, Systeme der Informationsverarbeitung, akustische und visuelle Informationsquellen und Kommunikationseinrichtungen sowie andere gestaltete Lebensbereiche, wenn sie für Menschen mit Behinderungen in der allgemein üblichen Weise, ohne besondere Erschwernis und grundsätzlich ohne fremde Hilfe auffindbar, zugänglich und nutzbar sind. Hierbei ist die Nutzung behinderungsbedingt notwendiger Hilfsmittel zulässig.“
Die Definition der Barrierefreiheit nach § 4 BGG bezieht sich nicht auf unberührte Natur, sondern auf Gestaltungen, die von Menschen gemacht werden und ist von der behinderungsgerechten Gestaltung (vergleiche § 164 Absatz 4, Satz 1 Nummer 4 Sozialgesetzbuch IX) zu unterscheiden, die individuellen Bedingungen einer konkreten Person eingeht.
Dieses weitergehende Verständnis von Barrierefreiheit findet sich in Deutschland auch beispielsweise in den Landesbauordnungen der Bundesländer. Gesetze, die den öffentlichen Verkehr betreffen, sprechen häufig von Menschen mit Behinderungen und solchen mit anderen Mobilitätsbeeinträchtigungen, so z. B. § 3 des Bundesfernstraßengesetzes, § 8 Abs. 3 des Personenbeförderungsgesetzes, § 19d und § 20b des Luftverkehrsgesetzes.
Um der UN-Konvention nachzukommen, verabschiedete die deutsche Bundesregierung 2011 einen Nationalen Aktionsplan (NAP; 2016: NAP 2.0), der aktiv die Inklusion von Menschen mit Behinderung fördern soll. Im Jahr 2021 beschloss die Bundesregierung eine umfassende Erweiterung des Planes, geriet jedoch in die Kritik, da Betroffene und deren Verbände nicht in die Erweiterung eingebunden wurden und die Maßnahmen z. T. der UN-Behindertenrechtskonvention zuwiderlaufen. Das ebenfalls 2021 erlassene Barrierefreiheitsstärkungsgesetz wird vom SoVD als unzureichend angesehen, da es diverse Ausnahmen enthält bzw. Regelungen in anderen Rechtsgrundlagen getroffen werden sollen. Außerdem werden Gesetzeslücken, z. B. bei baulicher Barrierefreiheit, angemahnt.

#### Schweiz
In der Schweiz trat am 1. Januar 2004 das Behindertengleichstellungsgesetz, ausführlich Bundesgesetz vom 13. Dezember 2002 über die Beseitigung von Benachteiligungen von Menschen mit Behinderungen, abgekürzt BehiG (SR 151.3) in Kraft. Das Gesetz gilt dabei auch für altersbedingte Einschränkungen, indem es einen Menschen mit Behinderung definiert als eine Person, der es eine voraussichtlich dauernde körperliche, geistige oder psychische Beeinträchtigung erschwert oder verunmöglicht, alltägliche Verrichtungen vorzunehmen, soziale Kontakte zu pflegen, sich fortzubewegen, sich aus- und fortzubilden oder eine Erwerbstätigkeit auszuüben. Das Gesetz verlangt für öffentlich zugängliche Bauten und Anlagen, Wohngebäude mit mehr als acht Wohneinheiten und Gebäude mit mehr als fünfzig Arbeitsplätzen, sofern sie nach Inkrafttreten des Gesetzes gebaut oder erneuert werden, die Barrierefreiheit. Weiter müssen öffentlich angebotene Dienstleistungen, die Aus- und Weiterbildung sowie die Arbeitsverhältnisse des Bundes diskriminierungsfrei ausgestaltet sein.

##### Verkehr
Das Gesetz verlangt auch, dass der gesamte öffentliche Verkehr binnen 20 Jahren nach Inkrafttreten des Gesetzes, also per 31. Dezember 2023, behindertengerecht ist. Aus der jüngsten Gerichtspraxis ergibt sich, dass darunter die selbständige Benützung des öffentlichen Verkehrs durch Personen mit einer Behinderung zu verstehen ist, soweit dies nicht durch technische oder topographische Gegebenheiten verhindert wird oder die Umsetzung unverhältnismäßig (teuer) wäre.
Eine Richtlinie des Bundesamts für Verkehr hält fest, dass ab 31. Dezember 2023 von jedem Bahnhof, der Fernverkehr anbietet, mindestens jede Stunde eine Fernverbindung in jede Richtung abfahren muss – und zwar mit Rollstuhl- und Rollator-geeignetem Rollmaterial, und einem niveaugleichen Einstieg. Die einzige inländische Fernverkehrsstrecke, die diese Bedingung nicht einhält, ist die Jurabahn – solange der Fahrplan nur mit Neigezügen gewährleistet werden kann. Für Fernverbindungen ins Ausland gelten ebenfalls Ausnahmen.

#### Fach-Normen

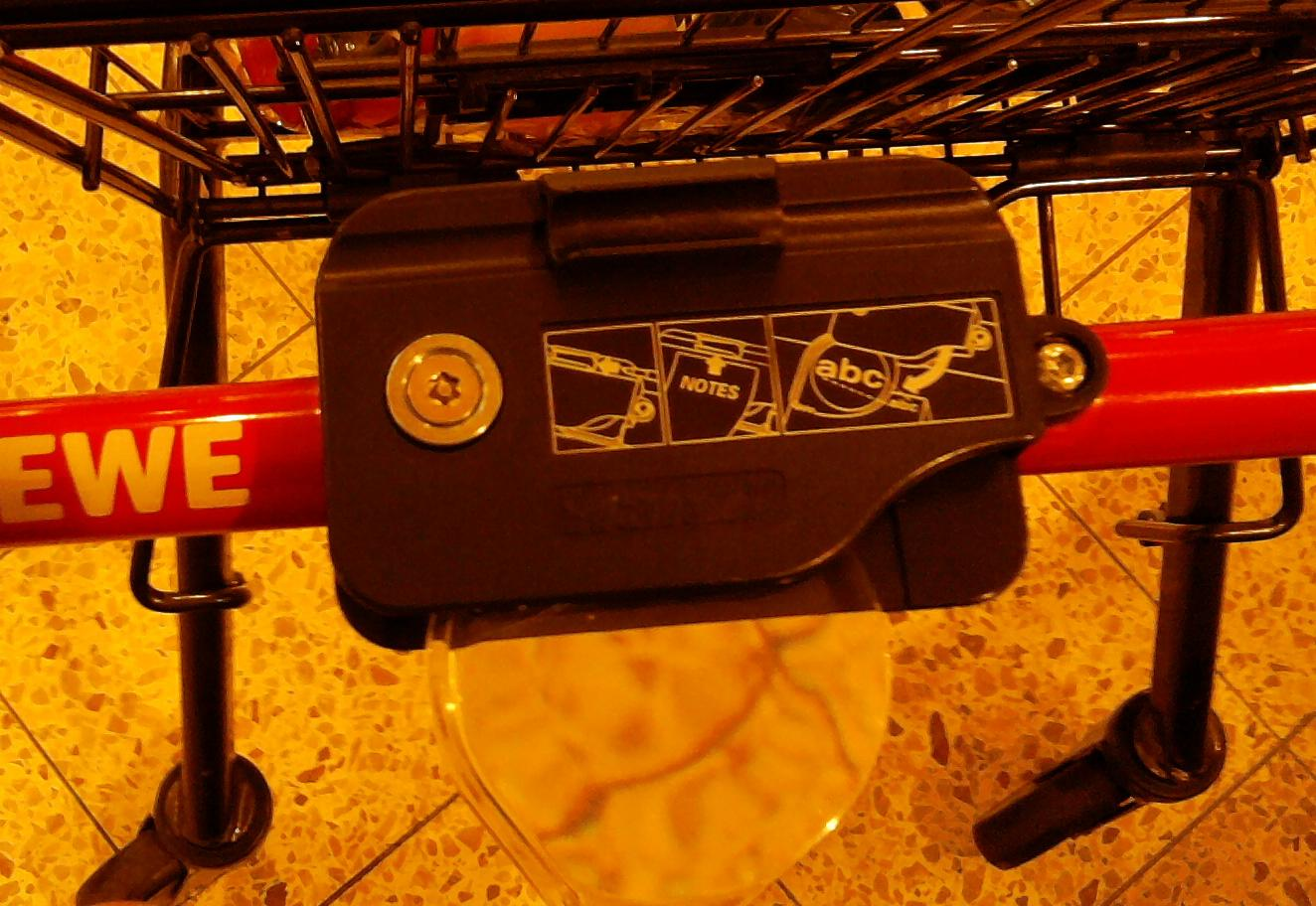
Lupe als Hilfsmittel für barrierefreies Einkaufen

DIN-Fachbericht 124 (2002) Gestaltung barrierefreier Produkte
- In Pkt. 2.3 wird barrierefrei bezeichnet als „Eigenschaft eines Produktes, das von möglichst allen Menschen in jedem Alter mit unterschiedlichen Fähigkeiten weitgehend gleichberechtigt und ohne Assistenz bestimmungsgemäß benutzt werden kann. (Barrierefrei ist nicht allein mit hindernisfrei im physikalischen Sinne gleichzusetzen (siehe auch DIN 33942), sondern bedeutet auch zugänglich, erreichbar und nutzbar.)“
- Der Fachbericht enthält Richtwerte, Anforderungen und Empfehlungen für die barrierefreie Gestaltung von Produkten. Ziel des Fachberichtes ist es, dazu beizutragen, dass technische Produkte so entwickelt und hergestellt werden, dass sie von möglichst vielen Menschen selbstbestimmt und eigenverantwortlich genutzt werden können.
- DIN-Fachbericht 131 (2003) Leitlinien für Normungsgremien zur Berücksichtigung der Bedürfnisse von älteren Menschen und von Menschen mit Behinderungen

Identisch mit:
- CEN/CENELECGuide 6 Guidelines for standards developers to address the needs of older persons and persons with disabilities
- ISO/IEC Guide 71 Guidelines for standards developers to address the needs of older persons and persons with disabilities

Der Fachbericht stellt Leitlinien für die Berücksichtigung der Bedürfnisse von älteren Menschen und von Menschen mit Behinderungen zur Verfügung. Er beschreibt zudem Körperfunktionen, menschliche Fähigkeiten sowie praktische Auswirkungen von Behinderungen.
ISO TR 22411 (2008) Ergonomics data for the application of ISO/IEC Guide 71 to products and services to address the needs of older persons and persons with disabilities

Dieser technische Report enthält umfangreiche ergonomische Daten und Leitlinien für die Anwendung des ISO/IEC Guide 71.
Umfassend wird der Begriff in den Richtlinien zur barrierefreien Ausstattung von Gebäuden (Wohn- wie Arbeitsumfeld)
- VDI 6008 Blatt 1: Barrierefreie Lebensräume; Allgemeine Anforderungen und Planungsgrundlagen (2012-12)
- VDI 6008 Blatt 2: Barrierefreie Lebensräume; Möglichkeiten der Sanitärtechnik (2012-12)
- VDI/VDE 6008 Blatt 3: Barrierefreie Lebensräume; Möglichkeiten der Elektrotechnik und Gebäudeautomation (2014-01)

aufgefasst. Hier ist das Ziel, in Gebäuden für Menschen aller Altersgruppen mit unterschiedlichsten Einschränkungen (motorisch, sensorisch, kognitiv) eine möglichst weitgehende Selbständigkeit zu erreichen.

## Anwendungsbereiche

### Barrierefreie Bauten, Außen- und Verkehrsanlagen

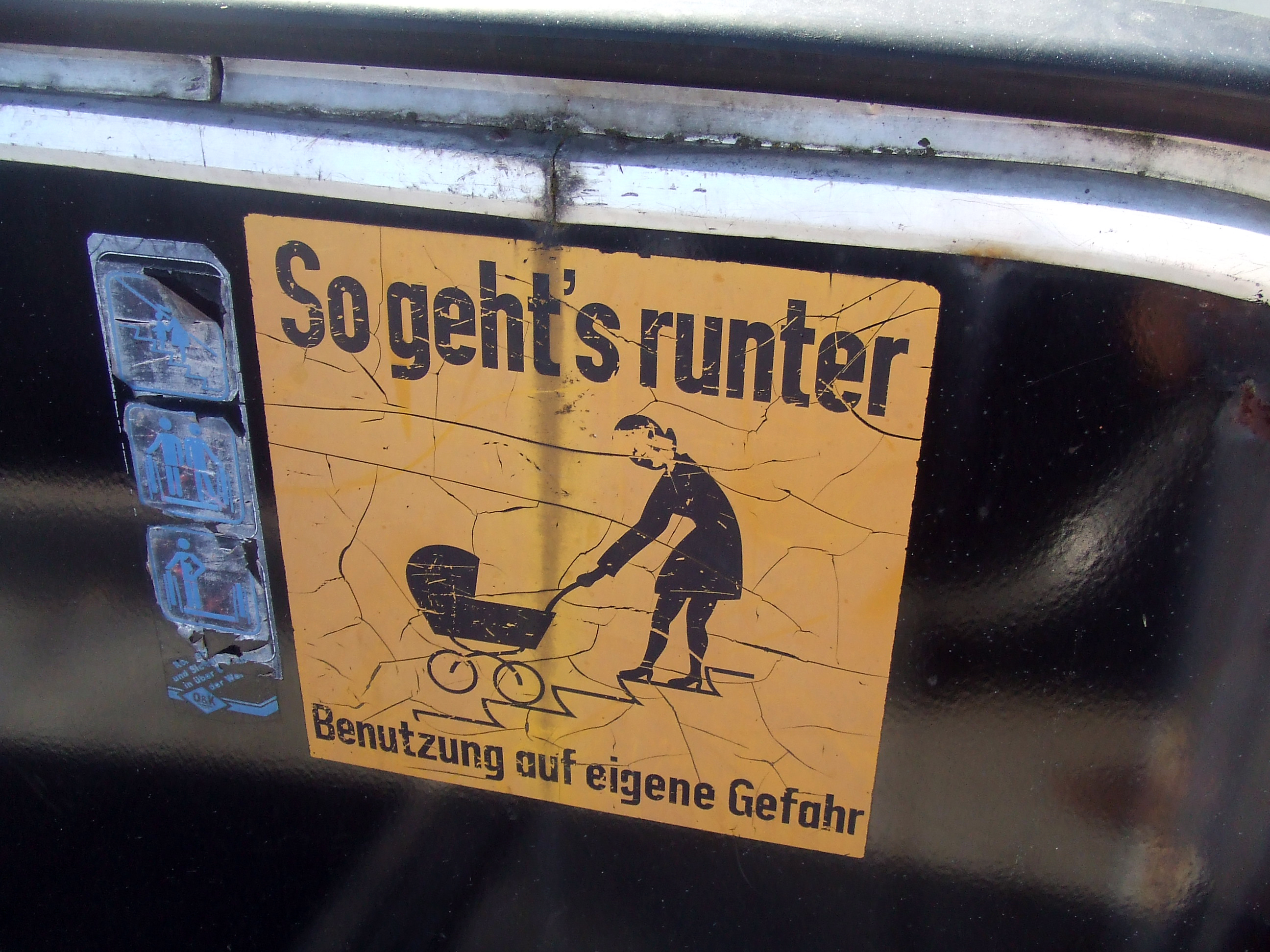
Nutzungsempfehlung für Kinderwagen an einer (mittlerweile entfernten) Rolltreppe in Wiesbaden

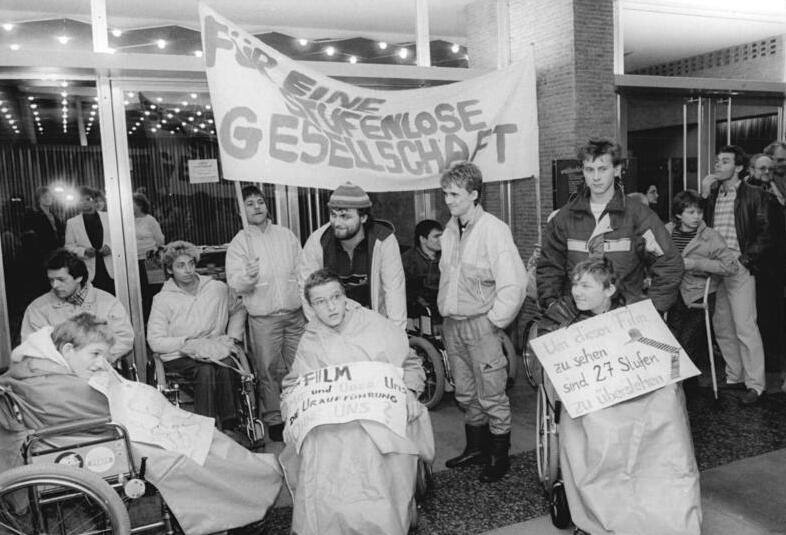
Berlin, Januar 1990: Rollstuhlfahrer demonstrieren vor einem Kino. Unter der Losung „Gegen bauliche und geistige Barrieren – für zugängliche Menschen und Gebäude“ forderten sie mit ihrer 20-minütigen Blockade des Kinoeingangs, Behinderte nicht länger vom kulturellen Leben auszugrenzen.

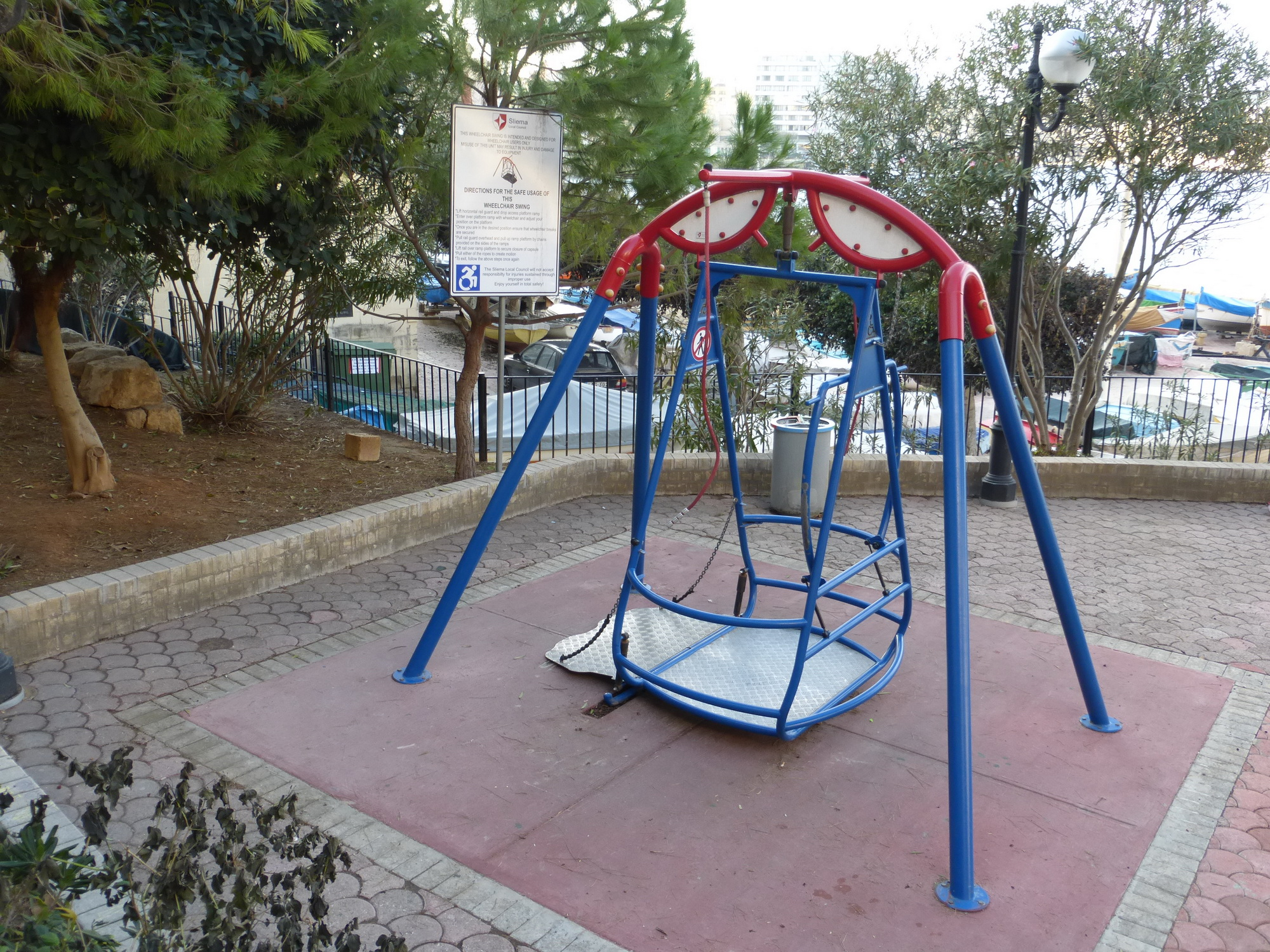
Schaukel für Rollstuhlfahrer in Sliema (Malta)

Barrierefreies Bauen umfasst nicht nur Hilfslösungen, um Menschen mit Beeinträchtigungen, beispielsweise ältere Menschen mit Geh-, Seh- oder Gleichgewichtsstörungen, oder auf Rollatoren Angewiesenein die frei zugängliche Nutzung der baulich gestalteten Umwelt einzubeziehen, sondern beispielsweise auch Personen mit Kleinkindern (Kinderwagen) oder Personen, der Sprache und Sitten einer Region nicht bekannt sind. Eine Sonderform ist „altersgerechtes Bauen (seniorengerechtes Bauen)“ besonders in der Innenausstattung, das den Fokus auf zahlreiche Detaillösungen legt, die Sicherheit und Komfort für ältere Menschen im Allgemeinen im Fokus haben.
Dabei spielt auch die demografische Entwicklung seit den 1990er Jahren zunehmend eine Rolle für die Bedeutung einer barrierefreien Umweltgestaltung. So wird sich etwa in Europa die Zahl der über 80-Jährigen bis zum Jahr 2050 vermutlich nahezu verdreifachen.
Einige Vorstellungen darüber, wie barrierefrei Bauten beschaffen sein sollten, enthielten bereits die Entwürfe zur Norm DIN 18030 von 11/2002 und 01/2006, welche aufgrund einer Vielzahl von Einsprüchen jedoch nicht weiter verfolgt wurde. In den Normen der stattdessen entwickelten Normengruppe DIN 18040 werden primär Schutzziele und teilweise auch konkrete Empfehlungen zum Erreichen von Barrierefreiheit genannt.
Orientierung zur Gestaltung von Barrierefreiheit bieten aktuell die DIN 18040-1 Barrierefreies Bauen – Teil 1: Öffentlich zugängliche Gebäude (ersetzt seit 10/2010 die DIN 18024-2), die DIN 18040-2 Barrierefreies Bauen – Planungsgrundlagen Teil 2: Wohnungen und die DIN 18040-3 Barrierefreies Bauen – Teil 3: Öffentlicher Verkehrs- und Freiraum (ersetzte die DIN 18024-1) sowie die Begleitnormen DIN 32984 Bodenindikatoren, Leitstreifen etc. und DIN 32975 Gestaltung visueller Informationen im öffentlichen Raum zur barrierefreien Nutzung. Weiterhin relevant sind die DIN 32986 Taktile Schriften und Beschriftungen und die DIN 18041 Hörsamkeit in Räumen. Aufgrund der Erfahrungen der Vergangenheit werden nicht mehr Maßnahmen, sondern Ziele formuliert. Dadurch soll verhindert werden, dass zwar einzelne Anforderungen der DIN erfüllt werden, das Gesamtergebnis jedoch nicht praktisch nutzbar ist. Die Normen sind teilweise in den Bundesländern als Technische Baubestimmung eingeführt und die diesbezüglichen Abschnitte somit baurechtlich zwingend zu berücksichtigen. Auf europäischer Ebene stellt die Europäische Norm EN 17210 Barrierefreiheit und Nutzbarkeit der gebauten Umwelt einen Leitfaden zur Gestaltung von Barrierefreiheit dar.

#### Barrierefreiheit im öffentlichen Straßenraum
Für der Barrierefreiheit im öffentlichen Straßenraum sind insbesondere Angebote für Sehbehinderte und für Personen, die mit Rollstuhl bewegen bzw. einen Rollator mit sich führen, erforderlich. Neben der Schaffung von ausreichend flachen Rampen oder Aufzügen, um Alternativen zu Treppen zu bekommen, ist die Orientierung für Sehbehinderte wichtig. Dafür sind taktil erfassbare und optisch (zur Umgebung) kontrastreich gestaltete Elemente von Bedeutung, als Leitstreifen zur Orientierung, als Richtungsfeld zur Angabe der Gehrichtung oder als Sperrfeld für Bereiche, an denen kein Bord ertastbar ist (z. B. zur Fahrbahn hin). Dies sind oft Querungsstellen, die für rollende Personen auf Nullniveau abgesenkt werden, wo diese also die Fahrbahn annähernd erschütterungsfrei befahren können.
Aufmerksamkeitsfelder weisen im Verlauf des Gehwegs auf gesicherte oder ungesicherte Querungsstellen an Fahrbahnen oder auf Haltestellen hin. Ebenfalls taktil erfassbar soll der Begrenzungsstreifen (auch Trennstreifen genannt) sein, der einen Gehweg vom benachbarten Radweg abgrenzt. Genauere Hinweise zur Gestaltung und Anordnung finden sich für Deutschland in den Hinweisen für barrierefreie Verkehrsanlagen (H BVA) der Forschungsgesellschaft für Straßen- und Verkehrswesen von 2011. Diese stellen aktuell den Stand der Technik dar. Für mehrere Bundesländer und einzelne Städte gibt es eigene Leitfäden oder anders benannte Vorgaben, die in Details von den Vorgaben der FGSV abweichen können.
Beispiele sind
- Bremen: Richtlinie der Freien Hansestadt Bremen und der Stadt Bremerhaven zur barrierefreien Gestaltung baulicher Anlagen des öffentlichen Verkehrsraums, öffentlicher Grünanlagen und öffentlicher Spiel- und Sportstätten Stand Februar 2016. Bremen
- Nordrhein-Westfalen:  Agentur Barrierefrei NRW: Leitfaden zur Barrierefreiheit. Bauen für alle im Verkehrs- und Freiraum unter Berücksichtigung der DIN 18040-3 2021, Wetter (Ruhr)

Aktuell sind folgende Normen in fast allen Bundesländern (außer NRW) in großen Teilen als technische Baubestimmung eingeführt:
- DIN 18024-1 Barrierefreies Bauen – Teil 1: Straßen, Plätze, Wege, öffentliche Verkehrs- und Grünanlagen sowie Spielplätze; Planungsgrundlagen
- DIN 32984 Bodenindikatoren, Leitstreifen etc. (Ergänzung zur DIN 18040)
- DIN 32975 Gestaltung Informationen im öffentlichen Raum (Ergänzung zur DIN 18040)

Noch nicht baurechtlich verankert, jedoch bereits als Norm veröffentlicht:
- DIN 18040-3: Barrierefreies Bauen – Planungsgrundlagen – Teil 3: Öffentlicher Verkehrs- und Freiraum (ersetzt DIN 18024-1:1998-01 Barrierefreies Bauen – Teil 1: Straßen, Plätze, Wege, öffentliche Verkehrs- und Grünanlagen).

#### Barrierefreiheit im ÖPNV
Trotz Bemühungen gibt es heutzutage Barrieren im öffentlichen Personennahverkehr für Menschen mit Hör-, Geh- und Sehschwächen. Sie sind durch barrierefreies Bauen weitgehend vermeidbar. In vergangenen Jahren haben sich unterschiedliche Projekte im europäischen Raum mit der Abschaffung dieser Barrieren beschäftigt, beispielsweise die 2016 in Wien getestete App aim4it. Diese bietet akustische Verkehrsmeldungen für Menschen mit Sehschwächen sowie Meldungen in österreichischer Gebärdensprache für gehörlose Menschen. Letztere werden gebärdet vom computeranimierten Avatar SiMAX. Die Schweizerischen Bundesbahnen hätten nach gesetzlicher Anforderung sämtliche Bahnhöfe in der Schweiz bis Ende 2023 barrierefrei zugänglich machen müssen, was aber nur für etwa drei Viertel der Bahnhöfe geschafft wurde.

#### Barrierefreiheit im Haushalt
Wesentliche Aspekte der Barrierefreiheit in einem Haushalt sind:
- Erreichbarkeit und Zugänglichkeit (z. B. Zugang in das Haus bzw. die Wohnung, ausreichend dimensionierte Bewegungsflächen innerhalb des Wohnbereiches, leicht erreichbare Bedienelemente wie Lichtschalter, Tür- und Fenstergriffe),
- Nutzbarkeit (z. B. Aufenthalt in Sanitärräumen und Küchen ohne Hilfskraft)
- Lebensqualität (z. B. Balkone oder Fenster mit Unterlicht für Blickbeziehungen)
- Sicherheit (im Alltag und im Evakuierungsfall)

Durch ausreichende Barrierefreiheit innerhalb der Wohnung wird erreicht, dass der Bewohner selbständig und möglichst ohne fremde Hilfe (z. B. Homecare) leben kann. Diese Selbständigkeit erhöht die persönliche Zufriedenheit des Bewohners und hilft Sozialkosten zu reduzieren. Im Gegensatz zum Forschungsgebiet der Arbeitssicherheit ist zu bemängeln, dass das Leben und die Sicherheit im Haushalt von Menschen mit körperlichen Einschränkungen nur sehr wenig erforscht sind.

### Barrierefreie Kommunikation und Information

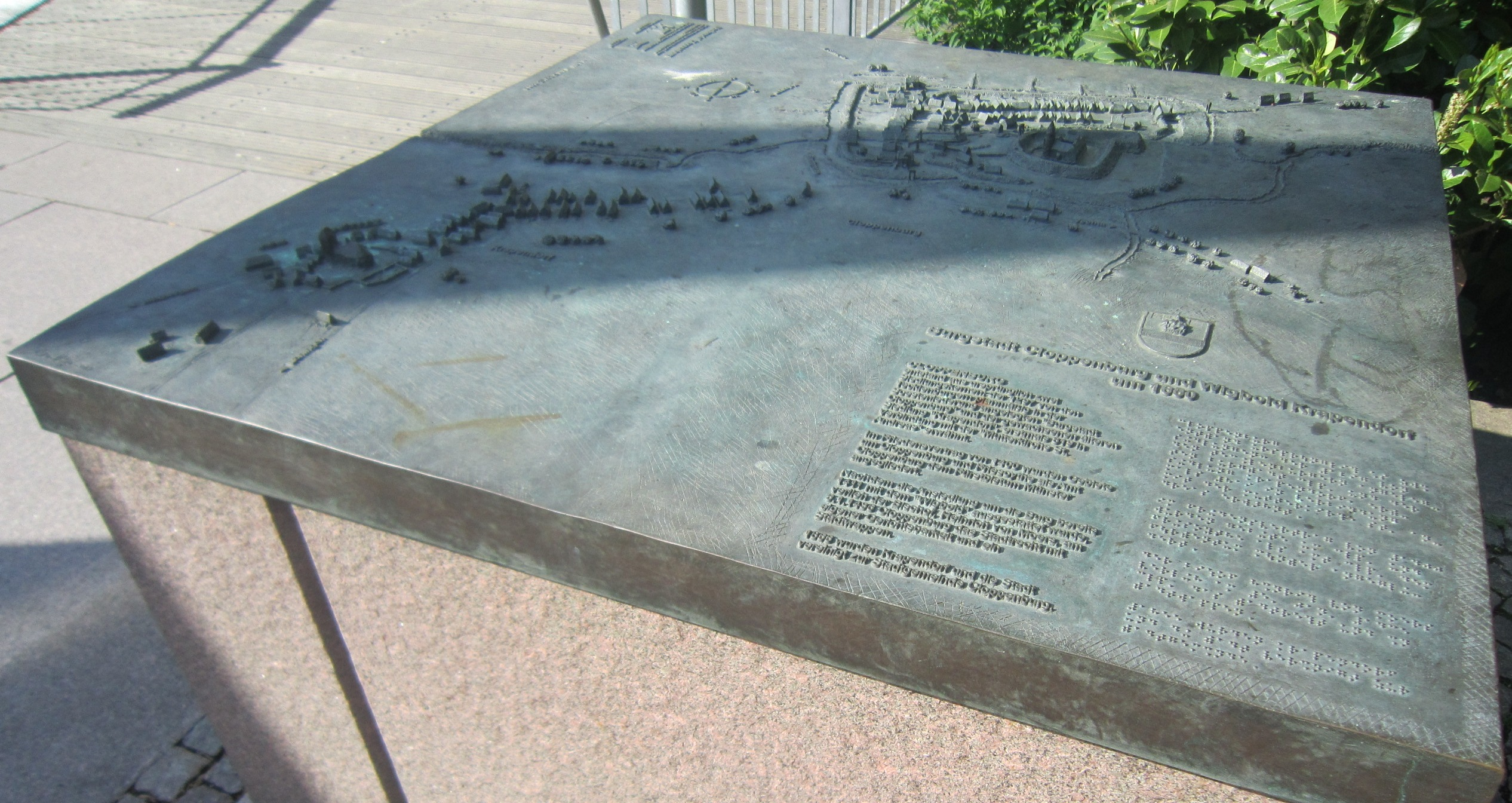
Abtastbares Modell der Städte Cloppenburg und Krapendorf um 1650, mit Informationen in Brailleschrift

Die Kommunikationshilfenverordnung (KHV) regelt den Anspruch auf barrierefreie Teilhabe im Verwaltungsverfahren durch Bereitstellung eines Gebärdensprachdolmetschers oder anderer geeigneter Kommunikationshilfen.

#### Barrierefreies Arbeiten am und mit dem Computer
Um Menschen ein barrierefreies Arbeiten in der digitalen Welt zu ermöglichen, sind verschiedene Aspekte zu betrachten: Zum einen müssen Software inkl. Betriebssysteme, Websites und Webanwendungen sowie mobile Apps barrierefrei gestaltet werden. Zum anderen muss einigen Menschen mit Behinderung überhaupt erst die Bedienung eines Computers ermöglicht werden durch unterstützende Technologien, sogenannten Hilfsmitteln. Dies können beispielsweise Augensteuerung und Mundmaus bei körperlichen Behinderungen, oder Screenreader und Braillezeile bei Blinden sein. Weitere Beispiele stellen Technologien aus dem Bereich der Unterstützten Kommunikation dar, die Kommunikation in manchen Fällen überhaupt erst möglich machen.
Verschiedene Organisationen beschäftigen sich seit einigen Jahren mit der Thematik, so betreibt das W3C-Konsortium, die De-facto-Standardisierungsorganisation für das Internet, seit 1999 die Web Accessibility Initiative (WAI), in der Richtlinien erarbeitet werden, darunter insbesondere die Web Content Accessibility Guidelines (WCAG).
Für den Bereich der barrierefreien PDF-Dokumente fördert die PDF Association die Weiterentwicklung der ISO-Norm ISO 14289‑1:2014: PDF/UA (Universal Accessibility; englisch für „Universeller Zugang“).
2018 wurde der Harmonisierte europäische Standard EN 301 549 veröffentlicht. Auf ihn verweisen europäische und damit auch deutsche Gesetze. Er umfasst Regelungen zur 2-Wege-Kommunikation, Video-Playern, Hardware, Web, Dokumente, Software, Dokumentation sowie Notfallsystemen.
Auch in der Politik gewinnt das Thema zunehmend an Relevanz, so trat 2016 die EU-Richtlinie über den barrierefreien Zugang zu den Websites und mobilen Anwendungen öffentlicher Stellen (Web Accessibility-Richtlinie, (EU) 2016/2102) in Kraft, die die W3C-WCAG für staatliche Webauftritte verbindlich macht. Umsetzung in Deutschland ist beispielsweise die Barrierefreie-Informationstechnik-Verordnung 2.0 von 2011, in Österreich der Rahmen der Initiative Digitales Österreich und ihrer Gesetzgebung.
Während die Richtlinie (EU) 2026/2102 öffentliche Stellen adressiert, wird mit einer weiteren EU-Richtlinie, (EU) 2019/882 auch die Privatwirtschaft adressiert. Die Richtlinie wird auch als European Accessibility Act (EAA) bezeichnet. In Deutschland wurde der EAA im Barrierefreiheitstärkungsgesetz (BFSG) umgesetzt. In Österreich als Barrierefreiheitsgesetz. Beide Umsetzungen treten am 28. Juni 2025 in Kraft.
Nichtstaatliche Initiativen in Deutschland sind etwa die Stiftungen barrierefrei kommunizieren! und Digitale Chancen sowie das Projekt BIK – barrierefrei informieren und kommunizieren.

#### Barrierefreie Anwendungssoftware für mobile Geräte
Mit der zunehmenden Verbreitung von Smartphones gibt auch für solche Geräte Mobile Apps, die es zum Beispiel Menschen mit Hör- oder Sehbehinderungen erleichtern oder sogar ermöglichen, besser am sozialen Leben teilnehmen zu können. Für Barrierefreiheit im Kino sorgen z. B. die Apps Greta & Starks des Berliner Entwicklers Greta & Starks Apps UG – Greta (App) „flüstert Audiodeskription“ und Starks (App) „spielt Untertitel“ von ausgewählten Filmen.

### Barrierefreie Werbung
Das Ziel von Werbung insbesondere in multisensualen Medien ist es, Menschen über Bilder und Botschaften zu emotionalisieren, damit sie gegenüber einem Produkt positiv eingestellt sind und es schließlich kaufen, siehe Kaufverhalten. Bei blinden oder gehörlosen Menschen kommt jedoch nur ein kleiner Teil der Informationen an, so dass sie die Werbebotschaft missverstehen oder unter Umständen gar keine Emotionen geweckt werden. Aus diesem Grund hat man damit begonnen, über die Umsetzung von barrierefreier Werbung nachzudenken. Es steht mittlerweile außer Frage, dass die barrierefreie Informationsversorgung nicht mehr nur für Menschen mit Behinderung einen Vorteil bietet.

## Grenzen der Barrierefreiheit
Da es die vielfältigsten Behinderungen gibt, ist Barrierefreiheit lediglich ein Ideal, dem sich die Realität nur annähern kann. Insbesondere die Natur selbst schafft immer wieder Barrieren, die auch von nicht behinderten Menschen nur schwer zu überwinden sind. Alle durch Leistungseinschränkungen bewirkten Handicaps durch technische Maßnahmen zu kompensieren ist unmöglich, widerspräche zudem auch anderen Idealen (z. B. dem der Naturnähe: Alle Wanderwege behindertengerecht herzurichten könnte auch als Verschandelung der Natur bewertet werden).
Die Nutzung barrierefreier Angebote wird teils erschwert durch mangelnde Informationen sowohl über barrierefreie als auch behindernde Einrichtungen. So werden beispielsweise in Eingangsbereichen und innerhalb von Gebäuden vorhandene Barrieren durch standardisierte Reisekataloge oftmals nicht vermerkt.
Der Begriff Barrierearmut soll in diesem Zusammenhang verdeutlichen, dass trotz bereits ergriffener Maßnahmen noch nicht von Barrierefreiheit gesprochen werden kann.

### Barrieren im Luftverkehr

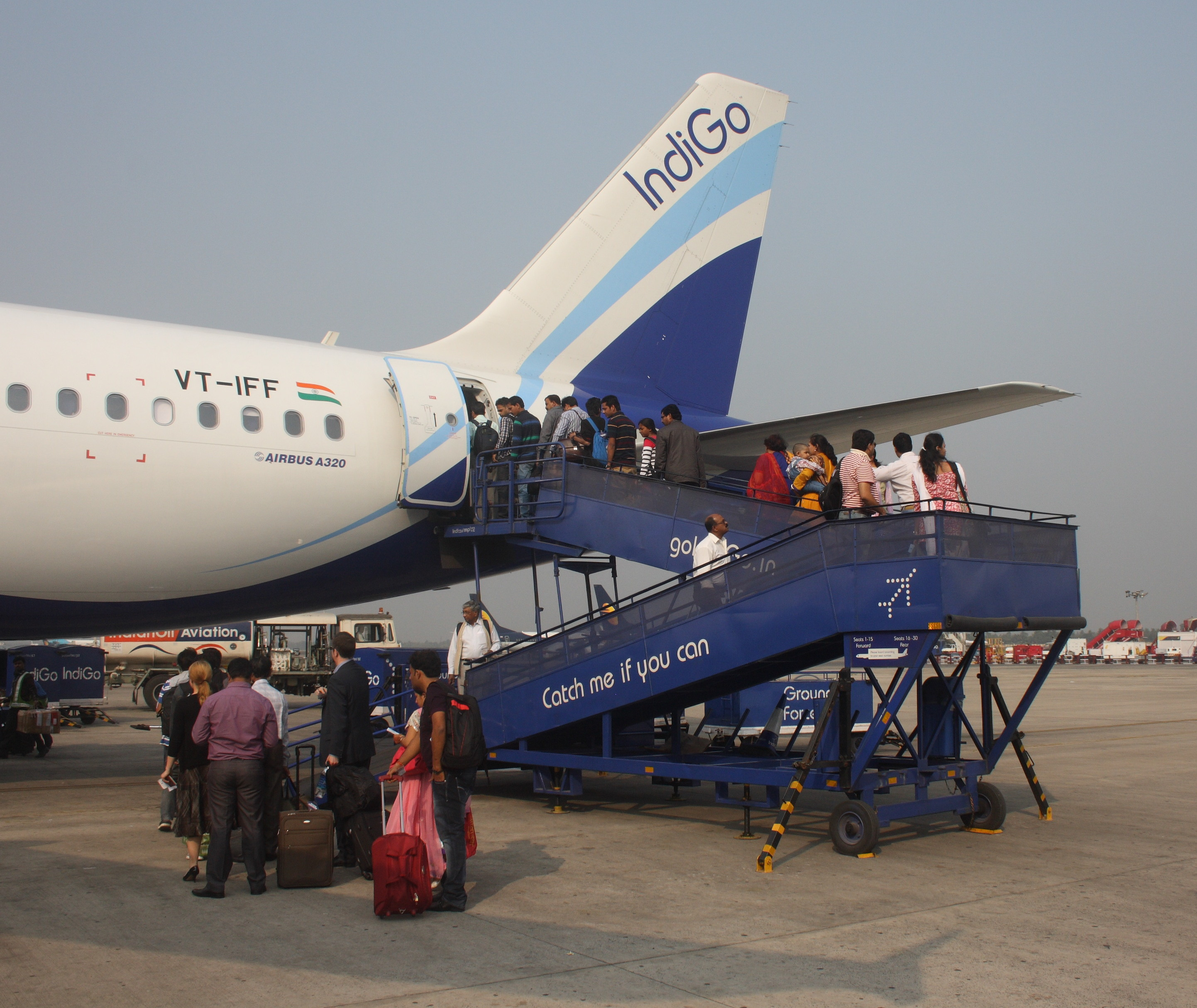
IndiGo ist eine der wenigen Fluggesellschaften, die standardmäßig eine Rampe zum barrierefreien Einstieg ins Flugzeug anbieten.

Eine Person mit eingeschränkter Mobilität (PEM) hat auf europäischen Kontinentalflügen keine Möglichkeit, eine Toilette aufzusuchen, da Fluggesellschaften weder einen Bordrollstuhl noch eine barrierefreie Toilettenkabine zur Verfügung stellen. Auch die neue Verordnung (EG) Nr. 1107/2006 über die Rechte von behinderten Flugreisenden und Flugreisenden mit eingeschränkter Mobilität, die am 26. Juli 2008 in Kraft trat, enthält keine Klausel zu barrierefreien Sanitärbereichen in Flugzeugen.
Mit Hilfe einer Online-Petition „Öffentliches Luftrecht – Barrierefreiheit im Flugverkehr“ sollte Ende 2008 auf diesen Missstand aufmerksam gemacht und ein erneuter politischer Diskurs in Gang gebracht werden. Auch Bundestags- und Europarlamentspolitiker haben sich des Anliegens angenommen. So forderte die Europaparlamentsabgeordnete Angelika Beer Fluggesellschaften auf, „mit der zügigen Umsetzung der EU-Verordnung ein barrierefreies Reisen zu ermöglichen“.
Die Petition zur Barrierefreiheit im Flugverkehr ist noch nicht abgeschlossen. Als erstes Unternehmen reagierte die Lufthansa. Auf Anfrage versichert der Lufthansasprecher Jan Bärwalde, dass auch auf sogenannten Kurz- und Mittelstreckenflügen bei Voranmeldung nun Bordrollstühle mitgeführt werden. Inzwischen stellt Lufthansa nach Anmeldung des Betreuungsbedarfs kostenlos einen Rollstuhl zur Verfügung und bietet kostenlos die Mitnahme des eigenen Rollstuhls an.
Obwohl sonst der Ausbau von barrierefreier Infrastruktur in Indien noch nicht sehr verbreitet ist, ist die indische Fluggesellschaft IndiGo mit der regelmäßigen Verwendung von Rampen zum Einstieg ein Vorreiter im Rollstuhlfahrer-freundlichen Luftverkehr.

## Zielvereinbarung als Weg zu mehr Barrierefreiheit
Das Werkzeug der Zielvereinbarung eröffnet Behindertenverbänden in Deutschland die Möglichkeit, mit Kommunen, öffentlichen Institutionen und Unternehmen in Verhandlungen einzutreten, um Vereinbarungen über die Herstellung von Barrierefreiheit abzuschließen. So wird erreicht, dass gestaltete Lebensbereiche für alle zugänglich gemacht werden können.
Mit der Zielvereinbarung zwischen der Kreishandwerkerschaft Rureifel, der Bundesarbeitsgemeinschaft Selbsthilfe von Menschen mit Behinderung und chronischer Erkrankung und ihren Angehörigen e. V. sowie dem Sozialverband VdK Nordrhein-Westfalen e. V. wurde beispielsweise die erste Zielvereinbarung mit einer Körperschaft öffentlichen Rechts in Deutschland über die Einhaltung der Barrierefreiheit im Internet abgeschlossen und erst die zweite überhaupt für den Bereich der barrierefreien Informationstechnik. Eine Zielvereinbarung läuft nach einem bestimmten vorgegebenen Procedere ab und wird nach Zielvereinbarungsverhandlungen durch eine schriftliche Vereinbarung beurkundet.
Der Inhalt der in der Quelle genannten Zielvereinbarung darf (und soll sogar) selbstverständlich als Muster für Vereine und Institutionen der Behindertenhilfe in Deutschland verwendet werden.

### Für Anwendende
- barrierefrei-kommunizieren.de
  - stiftung-barrierefrei-kommunizieren.de
- Mobilitaetsbarrieren in Österreich (Diplomarbeit)
- bitvtest.de (Prüfverfahren für die Barrierefreiheit von Webangeboten)
- dieneuenorm.de
- hörkomm.de: Barrierefrei hören und kommunizieren in der Arbeitswelt
- meldestelle.di-ji.de: Meldestelle für digitale Barrieren
- ral-barrierefrei.de (RAL Gütezeichen für barrierefreie Produkte, Objekte und Dienstleistungen)
- wheelmap.org